# Prosthechea

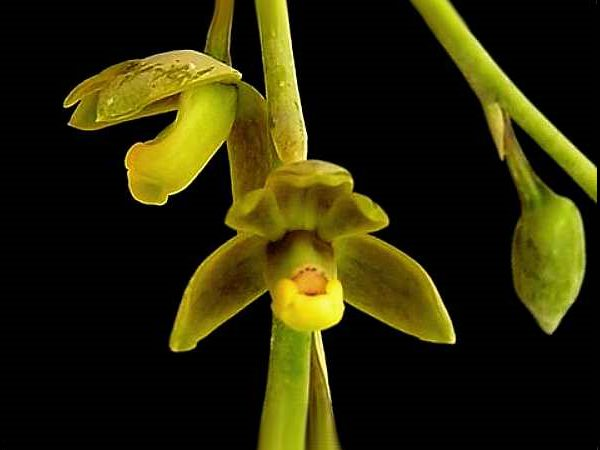
Prosthechea glauca (Especie tipo)

Prosthechea es un género de orquídeas, originarias de América que tiene asignada 112 especies.

## Descripción
Las raíces de todas las especies Prosthechea poseen un velamen (una gruesa esponja  que la cubre) diferenciados en epivelamen y endovelamen. Cristales de flavonoides fueron observados en las raíces y las hojas. Los tallos erguidos de forma aplanada o engrosamiento de pseudobulbo. Tiene   1 a 3 hojas terminales y sésiles. 
Las flores forman una inflorescencia apical, paniculada en racimo con una espata en la base. Hay una gran variedad en las flores de este género que pueden asociarse a la raíz de un pedúnculo o pueden ser sesiles. Pueden florecer en el racimo al mismo tiempo o sucesivamente. 
Los sépalos son casi iguales en longitud, mientras que los pétalos pueden ser mucho más delgados. El labio se une  a la mitad de la columna y muestra un callo (una rígida protuberancia).  La columna es  3 - 5 dentado en su parte superior.
Los frutos en forma de huevo, 1-locular, con  3 cápsulas aladas.

## Distribución y hábitat
Se encuentra en los Neotrópicos desde Florida y México a la América tropical.

## Evolución, filogenia y taxonomía

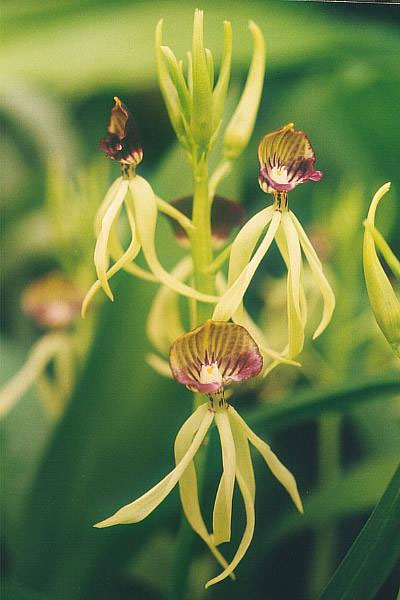
Prosthechea cochleata (an orchid)

El género Prosthechea reconocido recientemente  (1997, publicado en 1998) se restableció por W.E.Higgins como un género, pero algunas especies fueron más tarde trasladados a Euchile (por ejemplo, Euchile mariae y Euchile citrina) de Withner (1998). Anteriormente, la especie había sido incluida en diferentes géneros: Anacheilium, Encyclia, Epidendrum, Euchile, Hormidium y Pollardia.  La condición de género fue confirmada por los datos recientes, sobre la base de pruebas moleculares (nuclear (nrITS) y plastid (matK y trnL-F) secuencia de ADN de datos) (C. Van den Berg et al. 2000) 
El género fue descrito por Knowles & Westc. y publicado en Floral Cabinet 2: 111–112. 1838.